# (643) Scheherezade
(643) Scheherezade ist ein Asteroid des Hauptgürtels, der am 8. September 1907 vom deutschen Astronomen August Kopff in Heidelberg entdeckt wurde.
Benannt ist der Asteroid nach der legendären arabischen Geschichtenerzählerin Scheherazade aus Tausendundeiner Nacht.